# Zillestraße (Berlin)
Die Zillestraße liegt im Berliner Ortsteil Charlottenburg. Sie beginnt an der Schloßstraße und verläuft zunächst in östlicher Richtung. Auf den letzten 120 Metern knickt sie nach Norden ab und mündet in die Otto-Suhr-Allee.

## Geschichte

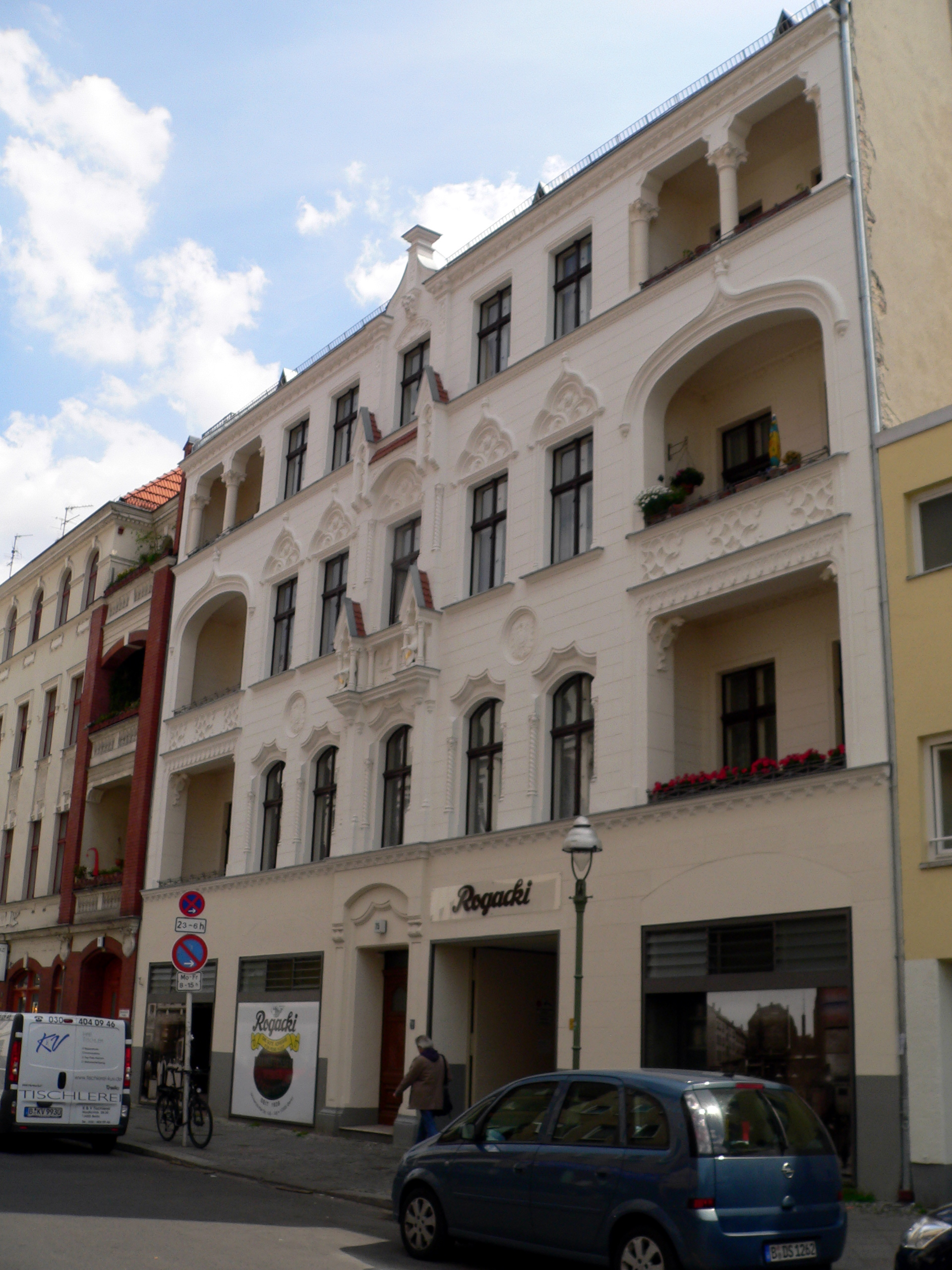
Denkmalgeschütztes Haus

Von 1720 bis 1933 trug die Straße den Namen Wallstraße. In einem Situationsplan der Stadt Charlottenburg aus dem Jahr 1724 wird sie als Circulations Straße eingezeichnet. Der Charlottenburger Chronist Wilhelm Gundlach schreibt auch von einer Circumvallationsstraße. Die Randbebauung der Wallstraße und ihrer nördlichen Verlängerung, der Rosinenstraße (heute: Loschmidtstraße), ersetzte die fehlende Akzise- und Stadtmauer.
Ursprünglich endete die Wallstraße an der Wilmersdorfer Straße. Als westliche Verlängerung war laut des Plans von 1724 eine Palisadierung durch das angrenzende Sumpfgelände des Lietzenseegrabens und des Schwarzen Grabens vorgesehen. Diese Stadtbefestigung wurde allerdings nie realisiert. Bis Mitte des 19. Jahrhunderts bildete die Achse Wallstraße/Rosinenstraße die südliche und östliche Begrenzung Charlottenburgs. Nach der unterirdischen Kanalisierung des Schwarzen Grabens 1889 und Aufschüttung des Feuchtgebietes des ehemaligen Karpfenteiches verlängerte man die Wallstraße nach Westen bis zur Schloßstraße.

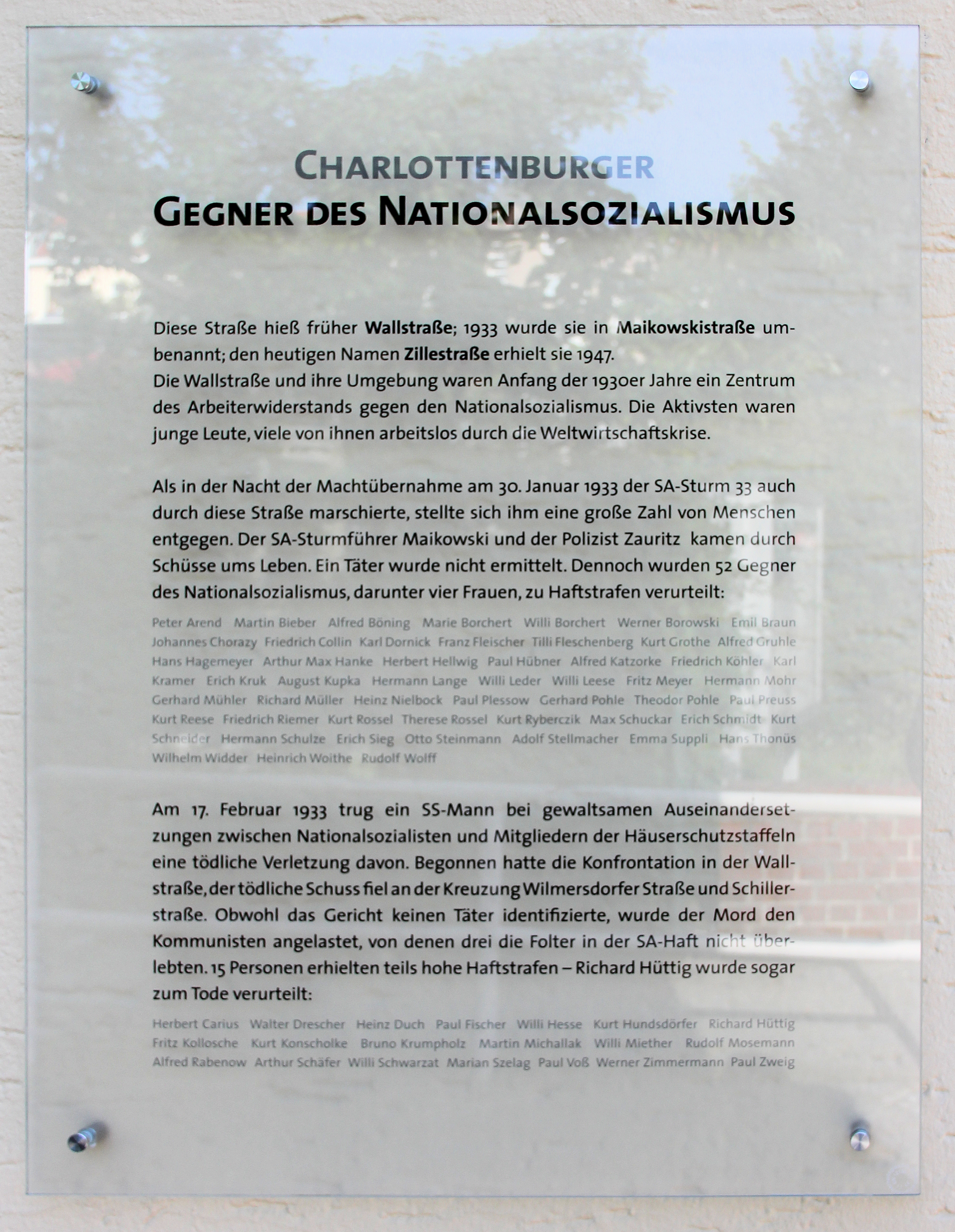
Gedenktafel für den Widerstand gegen den Nationalsozialismus

Anfang der 1930er Jahre kam es in der meist von Arbeitern bewohnten Straße zu heftigen Auseinandersetzungen zwischen Anhängern der KPD und Nationalsozialisten. Dabei wurden am 30. Januar 1933, dem Tag der nationalsozialistischen Machtübernahme, der SA-Führer Hans Maikowski und der begleitende Polizist Josef Zauritz in der Zillestraße unter nie ganz geklärten Umständen erschossen. Der Name der Straße wurde am 2. August 1933 in Maikowskistraße geändert. Im Prozess wurden 56 Personen aus dem linken Spektrum angeklagt und viele zu hohen Haftstrafen verurteilt, ohne ihnen eine Tatbeteiligung nachweisen zu können. Nach dem Zweiten Weltkrieg fanden sich starke Indizien, die auf den SA-Mann Alfred Buske als Mörder von Maikowski und Zauritz verwiesen. Eine weitere Auseinandersetzung nahm hier ihren Ausgang, als am 17. Februar 1933 Mitglieder der von Richard Hüttig angeführten Häuserschutzstaffel „Lange“ an der Kreuzung mit der Wilmersdorfer Straße auf zwei SS-Männer trafen. Bei den Auseinandersetzungen wurde der SS-Scharführer Kurt von der Ahé nahe dem SS-Lokal Koch in der Schillerstraße erschossen, wie das Gericht befand wohl vom SA-Mann Amor, der Ahé fälschlich für einen Kommunisten hielt. Trotzdem fällte das Gericht ein Todesurteil gegen Hüttig und hohe Haftstrafen gegen weitere Mitglieder der Häuserschutzstaffel. Am Haus der Jugend in der Nr. 54 befindet sich eine Gedenktafel für die im Maikowski-Prozess und im Prozess zum Mord an von der Ahé wohl zu Unrecht verurteilten Charlottenburger Gegner des Nationalsozialismus.
Die Wallstraße wurde durch das Buch Unsere Straße des damals in Charlottenburg lebenden Schriftstellers und Antifaschisten Jan Petersen bekannt, der die oben beschriebenen Auseinandersetzungen unter Lebensgefahr in Form eines Romanes beschrieb.
Im Jahr 1945 oder 1946 erhielt die Straße ihren heutigen Namen nach dem Grafiker, Zeichner und Berliner Ehrenbürger Heinrich Zille, der fast 40 Jahre bis zu seinem Tode im Jahr 1929 in der nahen Sophie-Charlotten-Straße wohnte.

## Bebauung und Denkmalschutz
Während des Zweiten Weltkriegs wurden große Teile der Bebauung zerstört. Erhalten geblieben sind neben zahlreichen anderen das 1895/1896 erbaute und inzwischen denkmalgeschützte Mietshaus Nr. 71 von Hermann Günther und F. Langner und die 1905/1906 erbaute denkmalgeschützte Wohnanlage Nrn. 97–103 von Erich Köhne sowie ein um die Wende zum 20. Jahrhundert erbautes Mietshaus in der Nr. 75.